# Masoller
Masoller es una localidad uruguaya del departamento de Rivera.

## Ubicación
La localidad se encuentra situada al noroeste del departamento de Rivera, en la confluencia de las cuchillas de Haedo y de Belén, junto al límite del departamento de Rivera con los departamentos de Artigas y Salto, lindero además con la zona conocida como Rincón de Artigas, zona limítrofe disputada entre Uruguay y Brasil.
Se conecta con la ciudad de Artigas a través de la ruta 30 y con la ciudad de Rivera por las rutas 30 y 5.

## Generalidades
La localidad es conocida por haber sido el escenario de la batalla de Masoller, última batalla revolucionaria uruguaya donde el caudillo blanco Aparicio Saravia huyó malherido hacia Brasil, en donde fallecería exiliado diez días después. Esta batalla que se dio en el marco de la guerra civil entre colorados y blancos.

## Población
Según el censo de 2023, la localidad contaba con una población de 312 habitantes.
| 56            | 115 | 61 | 201 | 261 | 240 | 312 |
| (Fuente: INE) |     |    |     |     |     |     |